# John Filo
John Paul Filo (* 21. srpna 1948) je americký fotograf, nejznámější díky fotografii z května 1970, na které čtrnáctiletá Mary Ann Vecchio naříká, zatímco klečí nad mrtvým tělem dvacetiletého studenta Jeffreyho Millera, jedné z obětí střelby v Kentu. Fotografie v roce 1971 získala Pulitzerovu cenu. V té době byl Filo studentem fotožurnalistiky na Kent State University a také pracoval pro Greensburg Tribune-Review.

## Životopis
V čase, kdy získal Pulitzerovu cenu, pracoval pro Valley Daily News na předměstí Pittsburghu v Tarentu v Pensylvánii, i nadále pokračoval ve své kariéře fotoreportéra, našel si práci v Associated Press, v novinách Philadelphia Inquirer a jako obrazový editor v Baltimore Sun. Nakonec se ve zpravodajském týdeníku Newsweek dostal k úpravě obrázků. Nyní je vedoucím fotografie pro CBS.

## Pořízení fotografie

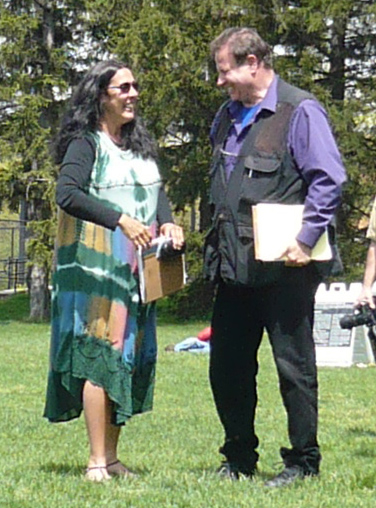
Setkání Mary Ann Vecchio s Johnem Filem na Kent State University, květen 2009

Státní střelba Kentu členy Ohio National Guard se uskutečnila na Kent State University ve městě Kent v Ohiu 4. května 1970 a skončila smrtí čtyř studentů. V té době byl John Filo ve studentské fotografické laboratoři univerzity, když zazněly výstřely. Rychle běžel ven a po letech vzpomíná, co se tehdy stalo:
Kulky měly být slepé. Když jsem dal fotoaparát zpět k očím, všiml jsem si, že na mě míří jeden strážný. Řekl jsem: "Udělám z toho fotku," a jeho puška zmizela. A téměř současně, když puška zmizela, kousek vedle mě se ze sochy zvedl obláček prachu a střela skončila ve stromě.

Upustil jsem fotoaparát, uvědomil jsem si, že to byla ostrá munice. Nevím, co se stalo, asi kombinace nevinnosti a hlouposti ... Začal jsem prchat - utíkal jsem z kopce, ale náhle jsem se zastavil. "Kam jdeš?", říkal jsem si: "Proto jsi tady!"

A začal jsem znovu fotografovat... Věděl jsem, že mi dochází film. Viděl jsem, jak se v ní budí emoce. Začala vzlykat. A to vyvrcholilo jejím výkřikem. Nepamatuji si, co přesně řekla ... něco jako: "Ach, můj bože!"
 John Filo 
Pro fotografování použil John fotoaparát Nikkormat s filmem Tri-X a většina expozic byla 1/500 vteřiny s clonou mezi f 5,6 a f 8 v závislosti na tom, zda bylo slunce za mrakem nebo ne.

## Upravená fotografie
Na začátku sedmdesátých let anonymní redaktor vyretušoval z Filovy fotografie plotový sloup nad hlavou Mary Ann Vecchio. Od té doby začala zmanipulovaná fotografie kopírovat a byla přetištěna v mnoha časopisech. Četné publikace, včetně časopisu Time (6. listopadu 1972, s. 1). 23; 7. ledna 1980, str. 45) nebo People (2. května 1977, str. 37; 30. dubna 1990, str. 117), používali změněný obrázek, aniž by to věděli.

## Setkání s Mary Annou Vecchio
V roce 1995 se Filo poprvé po dlouhé době setkal s Mary Ann Vecchio, když se oba přihlásili na konferenci Emerson College, připomínající 25. výročí střelby. Oba se znovu setkali v kampusu na Kent State University, na 39. vzpomínce v květnu 2009, kde oba měli přednášku.